# Caratteri intrinseci ed estrinseci
Per caratteri intrinseci ed estrinseci, in diplomatica, si intendono quegli elementi formali che caratterizzano una particolare tipologia documentaria. I caratteri intrinseci sono quei caratteri che «attengono alla essenza e alla fattura intima del documento», ossia che «si riferiscono al contenuto del documento», ove per contenuto non si intende tanto l'oggetto esaminato, quanto questo viene espresso tramite determinate espressioni giuridiche e ripartizioni testuali che conferiscono al documento un determinato tenore. Si intendono, invece, per caratteri estrinseci quelli «che si riferiscono alla fattura materiale del documento e ne costituiscono l'apparenza esteriore, potendosi esaminare indipendentemente dal contenuto».

## I caratteri intrinseci

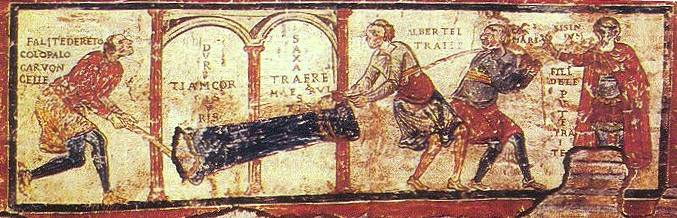
L'iscrizione di san Clemente e Sisinnio nella cripta della Basilica di San Clemente al Laterano, a Roma (XI secolo). Sisinnio ordina ai suoi servi di trascinare in prigione san Clemente, ma questi si è in realtà liberato e i due servitori non stanno trascinando il santo, ma una pesante colonna, senza avvedersene. L'iscrizione è interessante in quanto mostra Sisinnio interloquire con gli schiavi usando un miscuglio di latino classico e di volgare, testimonianza embrionale del volgare italiano.

### La lingua
La diplomatica si occupa di documenti giuridici redatti durante il corso del Medioevo, per cui l'oggetto di indagine, dal punto di vista linguistico, sarà inevitabilmente il latino, la lingua utilizzata dalle classi colte e altolocate per la trasmissione sia del sapere (si pensi ai monaci amanuensi intenti a ricopiare codici dell'antichità classica o bibbie o evangeliari) sia della manifestazione della volontà politica o giuridica di una o più persone.
Il latino di quest'epoca, visto come "barbaro" dal Petrarca e dagli umanisti del XV secolo, in realtà non è nient'altro che la normale evoluzione linguistica del latino della tarda età imperiale, ossia quel latino parlato usualmente (sermo rusticus o latino volgare) dalla popolazione e che si discostava fortemente dal latino di Cicerone o degli altri grandi della letteratura latina.  La caduta dell'Impero Romano d'Occidente (476 d.C.) e il crogiolo che ne seguì a livello politico e culturale con la nascita dei regni romano-germanici, non fece che accelerare la diffusione di questo latino "comune", fondendolo con vocaboli propri delle lingue germaniche. Ne seguì, oltre a una nuova veste lessicale, anche un "depauperamento" morfo-sintattico e fonetico: si vide la scomparsa dei dittonghi, dell'ablativo assoluto e del cum narrativo; i casi spesso si confondono o si tendono a vedere la nascita dei tempi composti sui residui dei tempi storici latini (ossia, dal latino perfetto vidi, "vidi", si passa a habere visum, ossia "ho visto", qualcosa di simile al passato prossimo). La conseguenza è che i dictatores, gli scribani e i primi notai produssero documenti i quali, benché nelle intenzioni degli autori dovessero ricalcare il latino classico, in realtà crearono un nuovo tipo di lingua, il latino medievale, ossia la trasposizione scritta del latino volgare e che consisteva in un idioma ricco di nuovi termini presi dall'ambito giuridico, quotidiano e sociale, nettamente distinto rispetto a quello del periodo romano.

### I formulari
I formulari, ovvero raccolte di formule o frasi già parzialmente precostituite da adattare alle singole fattispecie dei negozi giuridici, sono in stretta correlazione da un lato con la lingua e dall'altro con il tenore dei documenti. Assai presto si sono andate formando e diffondendo apposite raccolte di modelli di documenti, al fine di fornire ai rogatari delle espressioni cristallizzate finalizzate a garantire la corretta forma che si deve dare al documento in questione.
In Italia, prima dell'ascesa e della codificazione dello status giuridico del notaio, non si hanno dei veri e propri formulari. Tra V e XI secolo, infatti, gli unici formulari, dalla funzione incerta e non indispensabili per la formazione giuridica dei notai, sono le Variae di Cassiodoro (537), il formulario del monaco franco Marculfo del VII secolo (Formulae Marculfi) e il Liber Diurnus Romanorum pontificum del V-VIII secolo, un insieme di formule provenienti dalla curia romana, da quelle delle varie diocesi e anche da istituzioni capitolari o scriptoria monastici. In area longobarda, invece, è sopraggiunto sino ai giorni nostri il Cartolarium longobardicum, formulario contenente venticinque formule di atti pubblici e privati.
Dopo una fase di transizione (XI-XII secolo) in cui si fusero i vecchi formulari con l'ars dictandi (Alberico di Montecassino, autore del Breviarum de dictamine; Alberto di Morra - futuro papa nel 1187 col nome di Gregorio VIII - autore di alcune glosse del Decretum Gratiani), grazie alla facoltà di diritto di Bologna si assistette alla redazione di summe notarili a partire dal XIII secolo. Autori di summe notarili di questo secolo furono Ranieri da Perugia (Summa artis notarie), il bolognese Salatiele (autore di un'opera del medesimo titolo di Ranieri) e infine Rolandino de' Passaggeri, redattore di una Summa totius artis notariae la cui appendice Tractatus notularum divenne il manuale dell'arte notarile per eccellenza, commentata e ampliata tra il XIII e il XIV secolo da Pietro de Unzola e Pietro Boaterio.

### Il "tenore" del documento

#### Premessa
Nell'analisi diplomatistica, l'analisi del tenore (ovvero della forma giuridica di un determinato documento) richiede l'applicazione della conoscenza delle diverse parti in cui il documento si può dividere. Il documento, com'è stato formulato da Theodor von Sickel, si divide in tre sezioni imprescindibili (protocollo, tenor, escatocollo) che a loro volta possono presentare suddivisioni ulteriori, di cui in questa sede si riportano tutte per avere una visione complessiva di una struttura documentaria in chiave "ideale", e quindi non rispecchiabile un preciso documento per le differenze che vengono a formarsi tra i documenti pubblici e privati.

#### Il protocollo
Come stabilito da Von Sickel, la diplomatica tardo-ottocentesca e di buona parte del Novecento intese come protocollo, per citare la definizione di Cesare Paoli, «il complesso di quelle formule che danno al documento perfezione legale e carattere di personalità, e servono alla sua autenticazione, datazione e pubblicità». La definizione data qui dal Paoli, adottata anche dal Bresslau, intendeva accorpare al protocollo quello che nella diplomatica odierna si intende per escatocollo, che veniva chiamato protocollo finale. Fu soltanto Alessandro Pratesi a definire il protocollo finale come escatocollo per ragioni di comodità e su basi etimologiche.
La prima parte in cui si divide diplomatisticamente un documento si definisce protocollo, termine coniato dall'austriaco Theodor von Sickel (1826-1908) nel primo volume degli Acta regum et imperatorum Karolinorum digesta et enarrata, die Urkunden der Karolinger del 1867-68. Etimologicamente deriva dalle due parole greche πρῶτος «primo» e κόλλα «colla» (da cui πρωτόκολλον), ossia la prima delle pagine con cui veniva realizzato il foglio di papiro. Il termine, entrato nel latino medievale come protocollum e citato nel Corpus iuris civilis di Giustiniano (529-534), si è poi adattato nelle varie lingue romanze giungendo fino ai giorni nostri. Il protocollo, a sua volta, si può dividere in varie sottoripartizioni qui indicate:

##### Invocatio
L'invocatio (ossia "l'invocazione") è la preghiera rivolta a Dio che tutti i cristiani, secondo quanto narra san Paolo Apostolo in Col 3:17, devono compiere prima di fare qualsiasi cosa. Tipica degli atti notarili e dei documenti imperiali (le formule possono essere delle più svariate: In nomine Dei; In nomine Christi; In nomine sancte et individue Trinitatis; In nomine Patris et Filii et Spiritus Sanctis; ecc.); essa è invece assente nei documenti pontifici totalmente a partire dal pontificato di Gregorio VII (1073-1085) in quanto si presupponeva che il papa, in qualità di Vicario di Cristo in Terra, agisca sempre per conto di Dio.
L'invocatio può essere di due tipi: in forma verbale (come si è appena potuto leggere) o in forma simbolica. In quest''ultimo caso, l'invocatio è disegnata attraverso un simbolo che può sostituire o accompagnare, a seconda dell'epoca, l'invocatio verbale: tra i simboli di maggior rilievo ricordiamo il semplice segno di croce (tipico nelle sottoscrizioni dei testimoni nei documenti privati o in quelle dei cardinali nei privilegi solenni o nelle litterae concistoriales) o il chrismon.

##### Intitulatio
Ossia la presentazione dell'autore del negozio giuridico. Elemento essenziale del protocollo dei documenti pubblici, l'autore (il papa o l'imperatore, dunque) viene ricordato, oltreché con il nome (di battesimo per l'imperatore; quello pontificale per il pontefice), anche con i titoli che gli competono (da qui intitulatio) e con alcune formulae humilitatis, ossia le formule di umiltà. Riguardo ai titoli, per gli imperatori viene ricordato il titolo Imperator e, se questi non è ancora stato incoronato dal pontefice, il titolo di re di Germania (Germanie rex); per il pontefice, invece, viene rievocato il semplice ordine sacro episcopale (es: Innocentius episcopus). Per le formule di umiltà, troviamo per il sovrano espressioni quali Divina favente clementia (ossia, «sostenendo la clemenza divina»), mentre per il pontefice la formula d'umiltà per eccellenza (stabilita già a suo tempo da papa Gregorio Magno, 590-604) "servus servorum Dei", ossia «servo dei servi di Dio».

##### Inscriptio
Ossia il destinatario del negozio giuridico. Presente solamente nel protocollo di alcuni documenti pontifici (privilegi e litterae), l'inscriptio era costituita dal nome del destinatario al dativo, con l'eventuale titolo o carica rivestita concordante in genere, numero e caso. L'inscriptio, a seconda della persona cui era rivolta, può essere di tre tipi:
- Inscriptio singola: ossia quando il destinatario è rivolto a una specifica persona, con il suo titolo.
- Inscriptio collettiva: ossia quando il destinatario è composto da una categoria di persone ben precisa (omnibus episcopis Lombardiae, per esempio) o quando il pontefice si rivolge a una persona non in quanto tale, ma per la carica che essa riveste (Ariberto, episcopo Mediolani) e che sarà occupata da qualcuno in seguito alla sua morte, rendendo il negozio giuridico estendibile oltre alla morte del destinatario.
- Inscriptio universalis: ossia quando il pontefice si rivolge a tutti coloro che devono essere a conoscenza di quanto da lui stabilito (riconoscibile da parole quali Omnibus e Universis; la formula tipica è Omnibus fidelibus in Christi).

##### Salutatio, apprecatio e perpetuatio
La formula di saluto, secondo lo stile epistolare latino di Cicerone o di Tacito, era tipica esclusivamente del documento pubblico pontificio e consisteva, generalmente, nella formula salutem et apostolicam benedictionem. La salutatio, a sua volta, può essere sostituita dall'apprecatio (ovvero una formula di augurio quale il triplice amen) o dalla perpetuatio (resa con ad perpetuum o ad perpetuam rei memoriam), tipico ma non esclusivo dei privilegi solenni in cui si vuole dare solennità ed eternità temporale all'atto.

#### Iltenor
Il tenor (o testo) è la parte centrale del documento, contenente «i motivi dell'azione giuridica, la descrizione delle circostanze che l'hanno provocata, le disposizioni in cui essa consiste e che da essa scaturiscono, l'enunciazione delle clausole che valgono a precisarne la portata e a garantirne l'esecuzione». Delle sottoripartizioni qui riportate, fondamentale risulta soltanto la presenza della dispositio e quindi del verbo dispositivo.

##### Arenga
L'arenga (definita anche come preambolo), esprime le cause "ideali" per cui l'autore del negozio giuridico decise di intraprendere l'azione giuridica. L'arenga, già attestata nello scrittore e giurista Guido Fava (1190-1243) e chiamata nel Medioevo anche con i nomi di exordium, prooemium e prologus, è tipica dei diplomi pubblici e, per quanto riguarda gli atti notarili, dei testamenti o delle donazioni a enti ecclesiastici. Solitamente è caratterizzata da un vasto formulario che riprende motti sentenziosi o episodi biblici che fanno da sfondo alla causa concreta che sta dietro all'azione giuridica.

##### Notificatio
La notificatio, tipica dei diplomi imperiali, esprime la volontà di rendere noto il contenuto del documento a terze persone (generalmente i sudditi o altri potenti, laici o ecclesiastici, dell'Impero) e fa da collante tra l'arenga e la narratio solitamente tramite congiunzioni quali Itaque, Etenim, Igitur, ecc. La notificatio è espressa con espressioni del tipo: Notum sit ombnibus; Noverint universi; Cunctis appareat; Notum esse volumus; Manifestus sum ego.

##### Narratio
Al contrario dell'arenga, la narratio esprime le motivazioni concrete che hanno spinto l'autore a ordinare la stesura del documento (tramite la iussio, se si parla di un documento pubblico) o a rivolgersi a una personalità dotata di publica fides quale era il notaio. Nel caso degli atti notarili, a seconda dell'epoca, il tono dell'argomentazione può variare da oggettivo a soggettivo, riflettendo in tal modo l'evoluzione del notaio da persona non dotata di publica fides ad autorità ricolma di tale caratteristica: se nel regime di traditio ad proprium (o regiem di charta) l'esposizione segue un andamento soggettivo (Constat nos...), con l'instrumentum invece il tono diventa oggettivo.
Generalmente la narratio contiene la petitio, ossia la richiesta da parte di un cittadino privato presso il notaio o di un suddito/fedele se si tratta delle due autorità universali medievali della stesura del documento giuridico, con la presentazione dell'autore, del destinatario e, come già detto prima, gli antefatti che verranno esposti più dettagliatamente nella fase chiamata dispositio.

##### Dispositio
È il nucleo del documento, in quanto contiene il negozio giuridico vero e proprio e la presenza dei cosiddetti verbi dispositivi che, appunto, dispongono quanto decretato dalla volontà dell'autore o degli autori del negozio giuridico. I verbi dispositivi sono molti e si differenziano in base alla tipologia documentaria e al contenuto del documento stesso:
- Nel caso di documenti pubblici, il verbo è sempre al plurale (per il discorso del plurale maiestatis) e può essere: volumus; confirmamus; donamus; ecc.
- Nel caso di documenti privati, il verbo riflette il nome della precisa categoria contrattuale (investivit = carta d'investitura; dono = carta di donazione; permuto = carta di permutazione; ecc.), anche se non sempre il verbo dispositivo basta a far comprendere la precisa natura dell'atto «per l'estrema genericità della sua significazione»[27].

Inoltre, bisogna ricordare che lo stile espositivo può essere soggettivo od oggettivo secondo i parametri delineati nella narratio, ricordando inoltre che per i documenti pubblici il tono è, per tutta la durata del Medioevo, di tipo soggettivo, al contrario degli atti notarili il cui tono varia in base all'importanza che il notaio assume.

##### Clausole
Le clausole, tipiche degli atti notarili, non sono nient'altro che delle «sottoformule [...] le quali servono di coronamento e di precisazione alla fondamentale dichiarazione di volontà». Le clausole, come esposto da Alessandro Pratesi e da Filippo Valenti, possono essere numerose per il messaggio che esse vogliono trasmettere:
1. Clausole obbligatorie. Clausole che impongono l'esecuzione del dispositivo, impegnando anche i propri beni o addirittura sé stessi, ossia, come spiega Giorgio Costamagna, «il rapporto giuridico per il quale una persona è tenuta ad una determinata prestazione verso un'altra che ha il diritto di pretenderla, costringendo la prima a soddisfarla»[30].
2. Clausole ingiuntive o proibitive. Clausole che impongono ai contraenti o a terzi di attenersi a quanto stabilito nel dispositivo.
3. Clausole accessorie. Clausole che stabiliscono ulteriori disposizioni in merito a quanto già stabilito nella dispositio.
4. Clausole fideiussorie. Clausole che impongono un fideiussore per l'avvenuta esecuzione dell'atto giuridico. La fideiussione può essere:[31]
  - singola, quando c'è solo un fideiussore;
  - in gruppo, quando ci sono più fideiussori che garantiscono per uno o più degli autori del negozio giuridico.
5. Clausole derogative o derogatorie. Clausole che impongono l'esecuzione dell'atto giuridico nonostante ci siano norme in merito che vanno contro quanto stabilito nel documento.
6. Clausole di rinuncia, ossia clausole con cui una o entrambe le parti si impegnano a rinunciare a parte, in futuro, a quanto stabilito in toto o in parte. Queste clausole si dividono in tre sottocategorie:
  - Speciale: quando la rinuncia specifica è esplicitata nel documento;
  - Globale: quando l'impegno è rivolto a qualsiasi oggetto esplicato nel dispositivo;
  - Universale:

##### Decretum e minatio
Formula di minaccia, propria dei documenti pubblici, verso qualsiasi persona che contravvenga a quanto appena disposto (presenza dei vari modi del verbo latino decerno).

##### Sanctio
Classificata anche come "clausola finale", è la pena che incorre su chiunque dei contraenti non si adegui a quanto stabilito nella dispositio, dopo essere stato avvertito delle eventuali pene tramite la minatio. La sanctio può essere positiva (ossia una ricompensa spirituale o un beneficio temporale concesso dall'imperatore) o negativa (ossia una scomunica o, nel caso di un documento "laico", il pagamento di una mora, che può essere sia in pena dupli sia boni auri). Tramite gli esempi appena fatti, si può classificare la sanctio anche in spirituale e in materiale.

##### Corroboratio
È la parte finale del testo dei documenti pubblici in cui si enunciano le formalità che verranno messe in atto, solitamente nell’escatocollo, per garantire l’autenticità dello scritto (ossia l'annuncio del sigillo).

#### L'escatocollo
L'escatocollo (o come una volta "protocollo finale") è la parte conclusiva del documento ed, etimologicamente, deriva dall'unione delle due parole greche ἔσχατος («ultimo») e κόλλα «colla». L'escatocollo, contenente le formule finali che danno validità giuridica al documento, è molto variabile a seconda dell'atto giuridico. Per una spiegazione particolare della terminologia dei vari segni di cancelleria o del rogatario, si invita la lettura della sezione dedicata in questa pagina:

| Escatocollo dei documenti pontifici | Escatocollo dei documenti regi e imperiali | Escatocollo dei documenti privati |
| --- | --- | --- |
| 1) Privilegi solenni: - Rota + subscriptio papae + Bene valete - Sottoscrizioni dei cardinali - Riga del datum (con datazione topica o cronica) - Presenza o meno della bulla, sigillo pendente       | 1) Diplomi merovingi: - Chrismon + subscriptio regis - Recognitio cancelleresca (o sottoscrizione cancelliere) - Riga del Datum - Sigillo (o, in sua assenza, la formula Bene val.)       | 1) Data topica (quella cronica si trova solitamente nel protocollo) 2) Sottoscrizione degli autori o loro ricordo (a seconda del tipo di regime dell'atto notarile) 3) Sottoscrizione dei testimoni o notitia testium (sempre a seconda del tipo di regime) 4) Segno di tabellionato più la a) Completio notarii (regime di charta) o b) subscriptio notarii (regime di instrumentum) |
| 2) Litterae: - Riga del Datum - Presenza o meno della bulla o, per le litterae clausae, del sigillo impresso - Presenza della Rota e delle sottoscrizioni dei cardinali nelle Litterae concistoriales | 2) Diplomi carolingie successivi: - Chrismon + subscriptio regis + monogramma / monogramma firmato + (firmatio monogram= =matis) - Recognitio cancelleresca + (dittico) - Datum - Sigillo | |
| 3) Breve: - Riga del Datum con annuncio del sigillo - Sigillo impresso (anello del pescatore) | | |
| 4) Motu proprio - Formula placet motu proprio, N. (del papa) - Datum (breve) - Sottoscrizione del cancelliere in basso a destra                                                                       | | |

## Caratteri estrinseci
I caratteri estrinseci nella scienza diplomatica sono, fondamentalmente, tre: la materia scrittoria, il tipo di scrittura utilizzato e infine i segni speciali che vanno a convalidare il documento dal punto di vista giuridico-probatorio:

### La materia scrittoria

#### Premessa
Premettendo che la materia scrittoria (o supporto scrittorio) può essere di numerosi tipi (si può passare dalla carta al metallo o alle ossa, presso alcune civiltà), nel bacino del Mediterraneo si sono avute tre tipologie di materiale scrittorio preponderanti nella redazione dei vari documenti, ossia: il papiro, la pergamena e la carta.

#### Il papiro

##### Diffusione

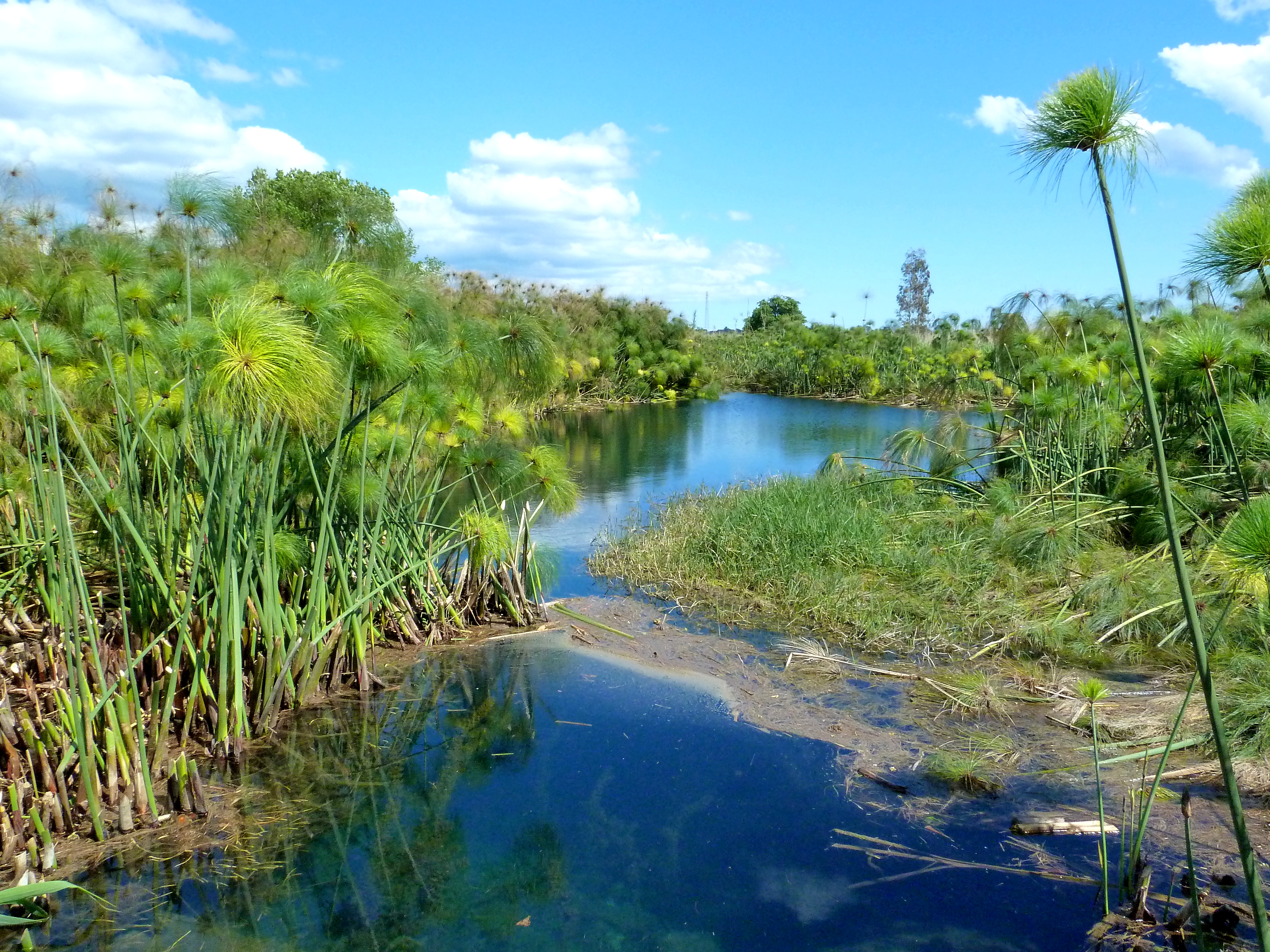
Piante di papiro che sgorgano dalle acque del fiume Ciane, nei pressi di Siracusa

Il papiro (Cyperus papirus, secondo la nomenclatura binomiale) è cronologicamente il primo fra i materiali scrittori di più ampia diffusione nella produzione di ambito mediterraneo. Di là dai pochi luoghi di produzione, dal papiro si possono ricavare numerosi oggetti (calzari, vestiti, ceste, materiale scrittorio), e tutti questi prodotti sono comunque accomunati dal fatto che la loro produzione doveva essere fatta in tempi ristretti rispetto al taglio della pianta (massimo entro 2-3 giorni) e ciò ha come conseguenza il fatto che il papiro dev'essere prodotto in loco: non solo in Egitto, ma anche nel resto del bacino del Mediterraneo, come a Siracusa nell'Isola di Ortigia; o fuori dallo stesso mar Mediterraneo, come in Mesopotamia: ossia luoghi paludosi, umidi e caldi.

##### Storia

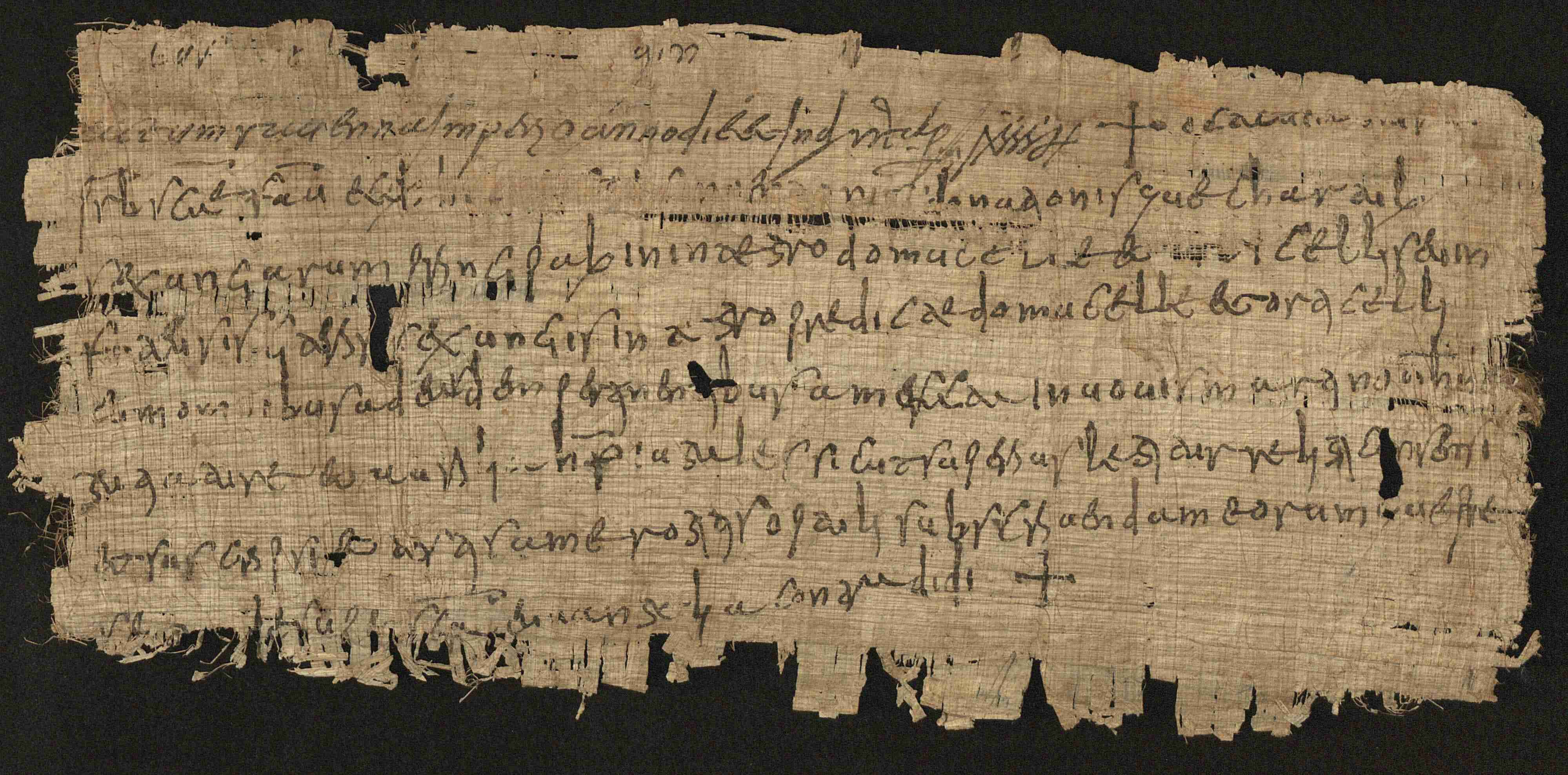
Uno dei "papiri ravennati" giunti fino ai nostri giorni. Archivio di Stato di Milano, Fondo Miniature e Cimeli, cart. 1, nº1: "Chartula pacti conventionis donationisque", frammento papiraceo ravennate, VI secolo d.C., in lingua latina.

Usato già a partire dal III millennio a.C. in Egitto durante la I° dinastia, il papiro fu poi esportato nel Mediterraneo grazie ai commerci con i Cretesi, gli Accadi e soprattutto i Fenici. In epoca antica, il papiro divenne il principale materiale scrittorio presso gli antichi Greci e Romani almeno fino al IV secolo d.C., quando fece la sua comparsa la pergamena. Comunque, l'attestazione del papiro in Europa Occidentale è testimoniata anche nel corso dell'Alto Medioevo, come è testimoniato dai cosiddetti "papiri ravennati" e, specialmente, presso la cancelleria dei re Merovingi fino alla seconda metà del VII secolo; presso la Curia pontificia fino alla metà dell'XI secolo, esattamente il 1057.
Il declino del papiro come materiale di supporto, oltre al fatto di essere poco resistente e facilmente deperibile, era dovuto all'espansione araba del VII secolo: con la caduta dell'Egitto in mano agli Arabi nel 612, i commerci con il principale produttore di papiro cessarono e soltanto attraverso la produzione di papiro nell'Isola di Ortigia permise alla Curia romana di poter continuare a utilizzare questo materiale scrittorio per altri quattrocento anni.

##### Lavorazione del papiro
La lavorazione del papiro come materiale di scrittura proviene dalla Naturalis Historia dello storico e scienziato Plinio il Vecchio (23 d.C.-79 d.C.):
Proximum amphitheatriticae datum fuerat a confecturae loco. Excepit hanc Romae Fannii sagax officina tenuatamque curiosa interpolatione principem fecit e plebeia et nomen et dedit; quis non esset ita recurata, in suo mansit amphitheatritica.
Post hanc Saitica, ab oppido, ubi maxima fertilitas, ex vilioribus ramentis: propiorque etiamnum cortici Leneoticam, a vicino loco, pondere iam haec, non bonitate, venalis. Nam emporetica inutilis scribendo, involucris chartarum, segestriumque mercibus usum praebet: ideo a mercatoribus cognominata. Post hanc papyrum est,  extrememumque eius scirpo simile, ac ne funibus quidem, nisi in umore utile.
Texuntur omnes, madente tabula Nili aqua: turbidum liquor glutinum praebet vicem. Primo supina tabulae scheda adlinitur longitudine papyri, quae potuit esse, resegminibus utrimque amputatis: transversa postea crates peragit. Premitur deinde praelis, et siccantur sole plagulae atque inter se iunguntur, proximarum semper bonitatis deminutione ad deterrimas. numquam plures scapo, quam vicenae.
[...]
Scabritia laevigatur dente conchave; sed caducae litterae fiunt. Minus sorbet politura charta, magis splendet. Rebellat saepe humor incuriose datus primo, malleoque deprehenditur, aut etiam odore, quum fuerit indiligentior. Deprehenditur et lentigo oculis: sed inserta mediis glutinamentis taenia, fungo papyri bibula, vix nisi litera fundente se: tantum inest fraudis. Alius igitur iterum texendis labor. 
Un'altra sorte ve ne fu, che si chiamò anfteatrica, così detta dal luogo dov'ella si faceva. Cominciò a farsi questa carta a Roma nella bottega di Fannio, il quale assottigliatala con isquisita acconciatura, di plebea la rese nobilissima, e le impose il suo nome. Quella che non è si ben curata, rimase nel suo nome anfiteatrica.
V'è di poi la Saitica, così detta da una città d'Egitto, dove n'è gran dovizia, e fassi delle parti più vili, e quasi della corteccia. Eccoci ancora la Leneotica, così chiamata da un luogo vicino; e questa si vende piuttosto per lo peso, che per la bontà. Quella che si chiama emporetica, non è buona per iscrivere, ma fassene involture e coverte all'altre carte, e a molte spezierie: e per questo è nominata carta da' mercanti. Dopo questa v'è il papiro, e l'ultima parte di esso simile al giunco, che non è pur buona alle funi, se non nell'umido.
Tessonsi tutte su tavole bagnate nell'acqua del Nilo; che quando è torbida serve in luogo di colla. da prima tengono la tavola supina, cioè piana. La membrana si bagna a tanta lunghezza, quanto è la carta di papiro, tagliando da ogni parte le superfluità: indi queste membrane si pongono a traverso l'una sopra l'altra a modo di craticcio. Mettonsi indi nelle strettoie, e poi al sole, onde si congiungono insieme e si seccano; ma badasi di disporre prima le più buone, e per ordine fino alle più triste. Queste membrane non sono mai più che venti per fusto.
[...]
La ruvida si liscia col dente, ovver con la zanna, ma la lettera non vi si può fermare. La carta che fu pulita bee meno l'inchiostro, e riluce di più. Quando essa ha avuta la prima volta cattiva bagnatura, non riceve bene lo scritto; la quale imperfezione si conosce all'odore, o col martello, perché lo stesso foglio dove è più grosso, dove più sottile. L'occhio stesso vi scorge talore delle lentiggini; e se la colla non attaccò per ogni verso le membrane, ma vi lasciò come linee scollate, la sottigliezza del papir appena ricevuto l'inchiostro lo diffonde; tanto di frode vi ha sovente. Vuolsi adunque rinovar la fatica, e tesserle un'altra volta.
(Plinio il Vecchio, Naturalis Historia, cap. XIII, 74-77 (pp. 1225-1226); 81-82 (pp. 1227-1230))
La carta di papiro era lavorata preferibilmente presso i luoghi dove crescevano le piante, per evitare l'essiccazione del fusto ricco di sostanza mucillaginose utili per la lavorazione della carta stessa. Con la scortecciatura si ottiene il midollo tagliato in strisce, dette phylirae, disposte in un primo strato le une accanto alle altre. A questo primo strato, la cosiddetta schida (pron. /scida/ o /scidà/), se ne sovrappone un altro in senso trasversale. I due strati di schide formano già un foglio che viene battuto o pressato per far aderire i due strati. Infine si rifilano i lati e si leviga il foglio con pietra pomice. Il papiro viene venduto nel formato del rotolo commerciale: per la sua fragilità, il papiro lavorato è arrotolato in rotoli che vanno da 6 a 8 metri e alti 21/22 centimetri. Poi, se non si doveva usarlo in forma di rotolo, lo si sezionavano per ottenere più papiri.

#### La pergamena

##### Origine e diffusione

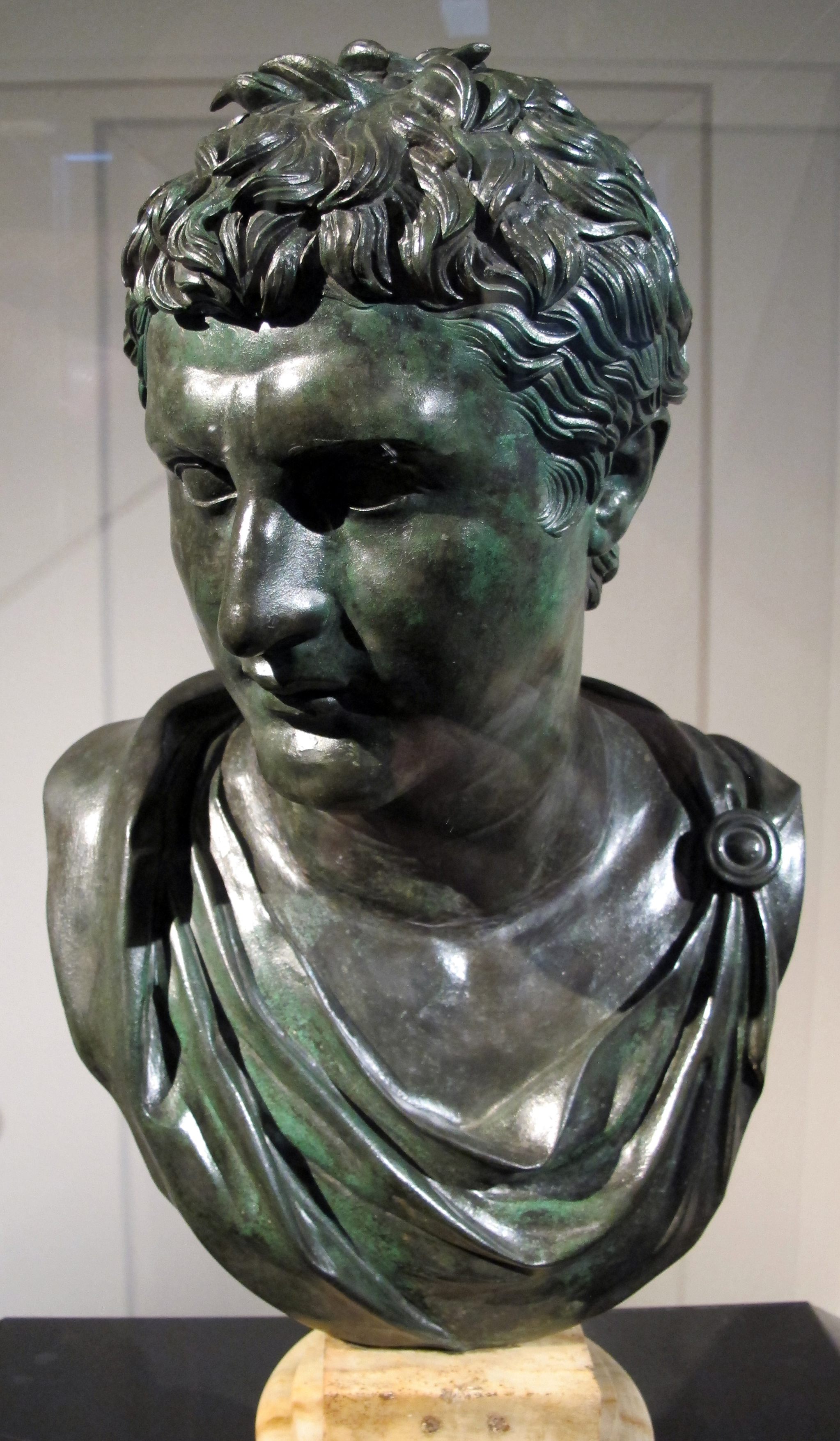
Eumene II, fondatore della Biblioteca di Pergamo e fautore, secondo Plinio il Vecchio, della creazione della pergamena

Secondo il racconto di Plinio il Vecchio, quando l'Egitto smise di esportare il papiro, a causa della concorrenza culturale fra il sovrano egiziano Tolomeo V Epifane (204-180 a.C.) e il re di Pergamo Eumene II (196-158 a.C.), Pergamo reagì ricavando la pergamena (da cui, etimologicamente, deriva) dalla lavorazione delle pelli di animale.
Tale racconto è considerato ormai una leggenda: la pergamena, già presente nel mondo antico, non riuscì a combattere la concorrenza del papiro diffuso in tutto il Mediterraneo. Il papiro però dovette cedere progressivamente il monopolio alla pergamena a partire dal II/III secolo d.C., quando ci si rese conto della maggior resistenza di tale materiale animale rispetto a quello vegetale, più fragile. Usata principalmente per i libri liturgici (ma anche per i classici), la pergamena si impose nel corso dell'Alto Medioevo (con le eccezioni prima ricordate) e, soprattutto, nella prima fase del Basso Medioevo, quando nel XIV secolo dovette cedere finalmente il posto alla carta.

##### La lavorazione
La pergamena è un supporto scrittorio ricavato dalla lavorazione della pelle di un animale che può essere il maiale, l'agnello, il vitello, la capra o la pecora a seconda della disponibilità. La lavorazione si applicava solo a uno dei tre strati di cui è composta la pelle: dopo aver scartato l'epidermide e l'ipoderma, si manteneva solo il derma, lo strato intermedio. Una volta raggiunto, il derma doveva essere lavorato e, una volta terminata la complessa fase di lavorazione, veniva utilizzato come supporto scrittorio principalmente il droppone.
La lavorazione è testimoniata da alcune ricette medievali:
1. La ricetta di Lucca, conservata nel ms 490 della Biblioteca Capitolare di Lucca, dichiara: «Mettila nella calce, e giaccia lì per tre giorni, e tendila su un telaio, e radila da ambo le parti con un rasio, e lasciala essiccare. Quindi, qualunque levigatura tu voglia fare fa', e dopo dipingila con i colori»[39].La lavorazione della pergamena durante la fase della depilazione

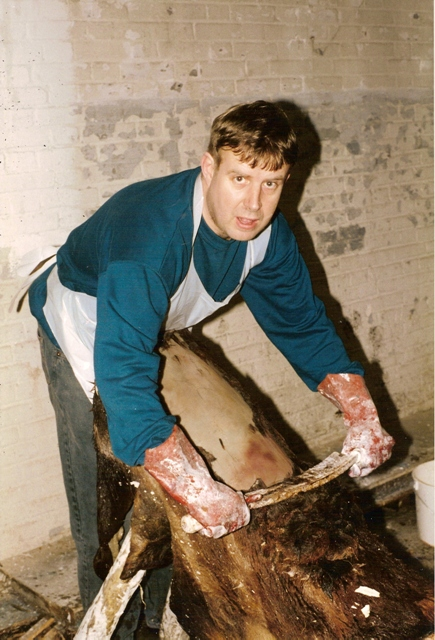
La lavorazione della pergamena durante la fase della depilazione

2. La ricetta del monaco Teofilo, conservata nel ms Harley 3915 della Biblioteca Bodleiana di Oxford[40]. Molto più dettagliata di quella di Lucca, dichiara che la tempistica per la realizzazione della pergamena varia dai 22 ai 30 giorni dal momento in cui la pelle è stata ricavata dall'animale morto. Questi 30 giorni servono per ottenere un solo foglio.

La notevole quantità di tempo è testimoniata dalla complessa fase di lavorazione della pergamena:
1. Calcinatura. Dopo la scuoiatura, la pelle veniva immersa in una soluzione alcalina composta di calce diluita con acqua frequentemente sciacquata per facilitare lo sgrassamento e lo svuotamento dei follicoli piliferi. Se questa fase di calcinatura non avviene correttamente i follicoli piliferi non vengono adeguatamente svuotati e rimangono ben visibili sulla pergamena finita.
2. Depilazione. La depilazione era eseguita con uno strumento a lama smussata (anellum) per non rischiare di rovinare la pelle con incisioni. La pelle poi poteva essere immersa in un secondo bagno di calce, oppure subito risciacquata in acqua pulita. Se è troppo depilata, si possono creare dei fori.
3. Trazione. Dopo la depilazione, si esegue la trazione, ovvero l'operazione di tendere la pelle su un telaio di legno circolare (più antico) e poi rettangolare. Tale fase risulta fondamentale perché permette alle fibre di collagene di disporsi in strati paralleli idonei a ricevere la scrittura. Ed è proprio questo allineamento che differenza la pergamena dal cuoio. In questa operazione le lesioni subite dall'animale in vita come tagli, ferite e gli incidenti avvenuti al momento della scuoiatura possono trasformarsi in fori oppure in occhi vetrosi che sono macchie rotonde traslucide.
4. Scarnatura. Raschiamento eseguito con un coltello a mezzaluna (detto scarnitoio) per eliminare i grassi residui carnosi e uniformare le due superfici; operazione da eseguire con estrema cautela perché può causare imperfezioni che saranno poi visibili.
5. Essiccazione. Questa procedura combinata e simultanea di trazione ed essiccazione garantisce la conservazione permanente e irreversibile della pelle.
6. Pomiciatura. Tolta dal telaio la pergamena viene sottoposta a pomiciatura, ossia levigata con pietra pomice o altri materiali abrasivi.

#### La carta

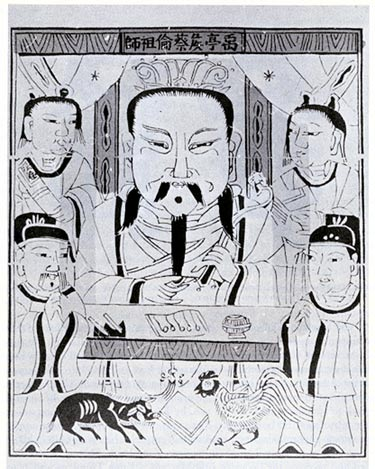
Disegno cinese raffigurante Cai Lun (o T'sai Lun), il fondatore della carta

##### L'origine: dalla Cina all'Europa
La carta, come il papiro e a differenza della pergamena, è un materiale di origine vegetale. L'apparizione e la diffusione della carta nell'Occidente medievale, avvenuta attraverso i contatti commerciali con la Cina, è considerata una vera e propria rivoluzione per lo sviluppo della cultura scritta (per i tempi di lavorazione nettamente inferiori rispetto al papiro e alla pergamena), in generale, e della trasmissione del sapere, in particolare.
Secondo la leggenda, la carta fu un'invenzione di Ts'ai Lun, un funzionario della corte imperiale cinese della dinastia Han (I sec. d.C). Recenti scavi nelle provincie occidentali dello Shaanxi e del Gansu hanno portato alla luce frammenti cartacei databili al II-I secolo a.C. Nel corso del VI-VII secolo, quando in Cina la produzione cartacea era al suo apice, grazie anche all'interesse imperiale per la diffusione della cultura, la manifattura della carta cominciò lentamente a espandersi verso i paesi vicini: primi fra tutti, i regni di Corea e Giappone.
A partire dal IV secolo, si attesta uno spostamento verso ovest del materiale cartaceo: nel 751, difatti, è attestata una cartiera a Samarcanda, nell'Asia Centrale. Nel 794, invece, è testimoniata la prima cartiera araba a Baghdad, mentre nel IX secolo si trova a Il Cairo, in Egitto. La prima cartiera attiva in Europa si trovava a Xàtiva, nella comunidad spagnola di Valencia, nel 1151.

##### La carta cinese e orientale
La carta cinese è prodotta da elementi vegetali sin dall'origine, ossia dallo stelo di bambù o da altri elementi vegetali allo stato originario.

La carta orientale o araba (come poi quella occidentale) si ottiene invece dagli stracci di lino o canapa. Prodotta precedentemente nell'arrivo sul continente europeo rispetto all'italiana, la carta araba talvolta presenta lo "zig zag", segno a forma di linea spezzata visibile sulla superficie del foglio o in controluce. Lo zig zag si riscontra soltanto nella carta araba spagnola occidentale, ma non si è riusciti ancora a comprendere con quali modalità era prodotto e a cosa servisse.
Per la lavorazione della carta si usava la forma, un macchinario flessibile che non è arrivato ai giorni nostri. Essa era costituita da una parte mobile, detta coperta (la parte superiore), e da una parte fissa, detta telaio (quella inferiore). La forma viene immersa nella tina riempita di polpa che con il suo reticolo di vergelle e colonnelli trattiene la polpa. Quello che si ottiene è la trama della carta, che presenta le vergelle (linee parallele in orizzontale, meno evidenti a occhio nudo) e la filigrana (marchio di fabbrica usato per identificare la sede di provenienza e la qualità prodotta in quel luogo).

##### La carta occidentale e quella italiana di Fabriano e Mele
Dalla Spagna la carta si diffuse nel resto dell'Europa, giungendo in Italia nel secolo XII. Inizialmente ostacolata dai re normanni quali Ruggero II e poi dallo stesso Federico II, il quale ne vietò l'utilizzo e la riproduzione degli atti di governo di Guglielmo II su materiale membranaceo (1222), la carta trionfò grazie alle innovazioni e alla facile lavorazione rispetto alla pergamena. Nel XIII secolo, infatti, nacquero cartiere ad Amalfi, a Bologna, a Genova e, nel 1276, a Fabriano. La carta di Fabriano, insieme a quella realizzata nel Mulino di Mele, nei pressi di Genova, determinarono il successo e il commercio della carta in Europa tra la fine del Medioevo e l'Età moderna.
Per stabilire la qualità della carta, bisogna infine tenere conto di due fattori fondamentali: 1) la qualità dello straccio (gli stracci devono essere i più bianchi possibili); 2) la scelta della posizione, ossia vicino a corsi d'acqua il più puri possibili per il funzionamento dei mulini.

##### Le caratteristiche e la lavorazione della carta in Occidente
Per quanto riguarda la fabbricazione di carta dagli stracci, si hanno i seguenti momenti:
1. Cernita. In un primo momento gli stracci, privati da corpi duri come i bottoni, sono selezionati secondo la natura (lino, canapa), la qualità e il colore.
2. Sbiancatura. Operazione che consiste nel preparare una soluzione di potassa e soda (ottenuta dalla cenere del camino), per lavare, sgrassare ed eliminare i colori e le impurità degli stracci.
3. Macerazione. Il materiale passa alla macerazione in acqua per più settimane al fine di isolare la cellulosa.
4. Stracciatura. Lacerazione a mano o con l'aiuto di uno strumento tagliente dei stracci in piccoli brandelli.
5. Sfibratura. Per questa fase, fondamentale l'innovazione introdotta dai cartai di Fabriano che consiste nell'uso della pila a maglio, ossia una vasca in cui gli stracci, immersi nell'acqua, sono sfibrati dall'azione di pesanti magli di legno, metallo o pietra, azionati dalle pale del mulino. Successiva alla pila a maglio inventata a Fabriano, nel mulino di Mele veniva usato la mole in pietra per la lavorazione e la sprematura dell'acqua.
6. Dopo queste fasi, si ottiene la polpa, che è l'insieme di fibre vegetali risbiancate e triturate in sospensione nell'acqua e da cui si ottiene il foglio di carta.
7. Una volta costituita una serie di fogli e panni di feltro, si deve posizionare questi sotto la pressa che serve, meccanicamente, a eliminare la maggior parte dell'acqua. Si passa, poi, all'asciugatura.
8. Levigatura (o cialandratura). La carta, presentando ancora delle asperità, doveva essere lisciata, con strumenti di madreperla o pietra d'agata. A questo punto la carta è pronta per essere raccolta in pacchi ed essere commercializzata.

Nel procedimento di formazione della carta, per renderla meno permeabile all'inchiostro, si aggiunge una colla che ha lo scopo di rendere meno assorbente la carta prodotta.  Inizialmente veniva usata una colla di origine vegetale come amido di riso o grano, che però presenta come problema un progressivo ingiallimento della carta. Tra i secoli XIII e XIV, i cartai fabrianesi introdussero una gelatina di origine animale. La colla cosiddetta di pesce si otteneva con ritagli di pelle e trippe di animali, messi a bollire in acqua.

### La scrittura

#### Premesse sulla scienza paleografica
Secondo elemento estrinseco è il tipo di scrittura che è stata utilizzata per la redazione del documento e che è oggetto di studio da parte della paleografia e, per quanto riguarda i codici librari, dalla codicologia. Nata come scienza nel 1682 con il De re diplomatica del padre maurino Jean Mabillon, la paleografia come scienza non vede studiare soltanto le scritture in caratteri latini, ma anche in quelli greci o di altre lingue: a titolo d'esempio, nel 1708 un altro maurino, Bernard de Montfaucon pubblicò il Paleographia graeca, dedicata alle varie tipologie di scritture nei caratteri di quella lingua.

#### Inquadramento delle scritture latine tra Roma antica e il Rinascimento

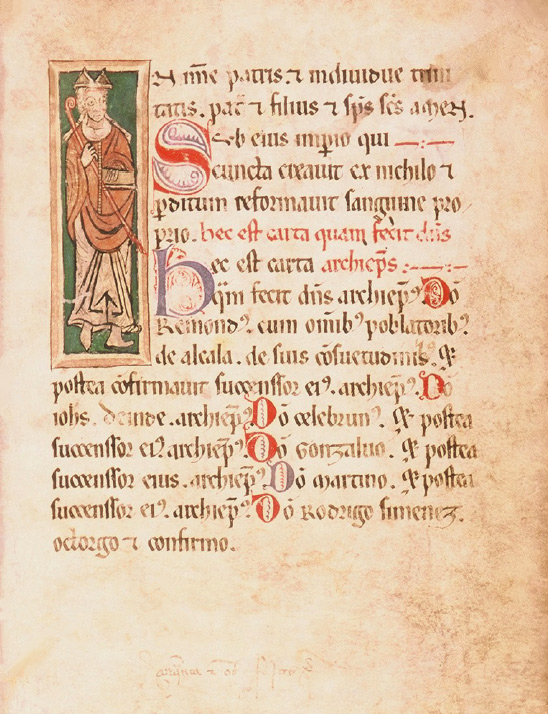
Prima pagina del codice librario riportante il Fuero viejo de Alcalá de Henares, redatto in scrittura gotica (1235)

Nell'ambito della produzione libraria e documentaria occidentale, però, l'oggetto di studio è principalmente rivolto alla paleografia latina, una disciplina che studia le testimonianze scrittorie che vanno dalla latinità arcaica (VII secolo a.C.) fino all'età rinascimentale (XV-XVI secolo). Durante questo lunghissimo arco di tempo, prendendo a modello le teorie esposte dall'erudito veronese Scipione Maffei sull'evoluzione della scrittura, la scrittura latina (la capitale, scrittura maiuscola che a sua volta si divide in capitale epigrafica, capitale libraria e capitale corsiva) ha conosciuto un mutamento, a partire dal III secolo d.C., verso scritture minuscole e dall'andamento (o ductus, in termini tecnici) corsivo, che contraddistinguerà il percorso alto-medievale durante il cosiddetto "particolarismo grafico": la scrittura minuscola corsiva romana prese delle forme differenti a seconda delle aree geografiche dei regni romano-germanici (scrittura merovingica, scrittura insulare, scrittura visigotica, precaroline dell'Alta Italia e scrittura beneventana), affiancandosi, per quanto concerne la produzione libraria sacra, alla scrittura maiuscola detta onciale. In seguito alla rinascenza carolingia promossa dai dotti Alcuino di York e Pietro da Pisa, gravitanti intorno alla corte di Carlo Magno, cominciò a svilupparsi una scrittura minuscola dal ductus posato, tondeggiante, definita carolina, che andò a soppiantare le scritture preesistenti in nome di un'unione politica e culturale promossa dalla nuova entità statale detta Sacro Romano Impero. La carolina, scrittura usata sia in ambito librario sia documentario, entrò in crisi sul finire dell'XI secolo e, dopo una fase di transizione coincidente tra il 1150 circa e il 1200, in Europa si venne a diffondere, più o meno marcatamente, la gotica (o littera textualis), scrittura tipicamente libraria nata nel regno anglo-normanno dei Plantageneti e diffusasi principalmente in Inghilterra e in Francia. Sempre tra XIII e XIV secolo, oltre alla scrittura gotica (usata esclusivamente in ambito librario), si affiancarono altri tipi di scritture che riflettevano gli ambienti ove erano nate: le scritture universitarie (quella di Bologna, di Parigi e di Oxford) e la scrittura mercantesca (così definita perché tipica di questo ceto sociale). Soltanto verso il finire del XIV secolo, grazie all'azione di Francesco Petrarca prima e degli umanisti Coluccio Salutati e, nel XV secolo, di Poggio Bracciolini, la gotica venne soppiantata, grazie alla riscoperta dei codici latini e greci, da una scrittura che pretendeva di rifarsi direttamente alla scrittura romana antica ma che non era nient'altro che una ripresa della scrittura carolina del IX/X secolo, ovvero la scrittura umanistica.

### Segni speciali

#### Premessa
Per segni speciali si intendono sia tutti quei segni utilizzati dalle cancellerie degli enti pubblici (cancelleria imperiale, papale, comunale, vescovile) o dai notai per l'autenticazione dei loro documenti, ma anche quei segni che gli autori del negozio giuridico (o i testimoni, ad esempio) usano per convalidare la loro adesione a quanto stabilito nel documento. Pertanto, vi sono due tipologie di segni speciali: quelli dei rogatari e dei sottoscrittori e quelli di cancelleria.
I segni speciali, che hanno un'anima intrinseca (ovvero il significato, ciò che quel segno particolare vuole trasmettere, ossia il significato) ed estrinseca (ossia la loro espressione materiale, la loro fattezza in ambito artistico e quindi espressione del significante), differiscono in vari modi a seconda della tipologia documentaria, della solennità del documento in questione e, anche, dall'altezza cronologica.

#### Segni del rogatario

##### Ilsegno di tabellionatoe ilsegno del notaio
Il segno di tabellionato era il signum particolare con cui il notaio medievale, durante la sua evoluzione quale figura professionale dotata di publica fides, apponeva ai documenti per convalidare l'atto appena stipulato e che, secondo le parole di Alessandro Pratesi, può definirsi «l'antenato dell'odierno timbro notarile». Derivante, come termine, dai tabelliones Romani e Bizantini, fu poi adottato dai notarii Longobardi prima e Franchi poi, e all'inizio consisteva in un semplice segno di croce, affidandosi così alla pratica dell'invocatio secondo cui ogni cosa che un cristiano faceva, doveva farlo in nome di Dio (Lettera ai Colossesi, 3,17): il segno di croce veniva poi riempito di vari segni (note tironiane ed et tachigrafici) che significavano la parola notarius o iudex e indicavano l'appartenenza di quel notaio alla categoria o corporazione locale.
Successivamente, con lo sviluppo del notariato e l'affermazione di questa categoria a partire da un periodo oscillante tra l'XI e il XIII secolo, il semplice segno di croce venne sostituito da un simbolo molto più elaborato, che differenziasse il signum tabellionis di un determinato notaio da quello di un altro professionista. Come scrive Anna Lanfranchi:
(Lanfranchi, p. 45)
All'interno dei documenti privati, il segno di tabellionato è il primo elemento che apre il protocollo e la sottoscrizione del notaio medesimo (sottoscrizione che può essere nella forma della completio notarii, se il documento è in regime di charta; o di subscriptio, se il documento è in regime di instrumentum).

#### Segni dei sottoscrittori

##### Isigna manus
Durante la fase dell'atto notarile in regime di charta (o di traditio ad proprium), i sottoscrittori (che fossero gli autori del negozio giuridico, i parenti di uno di questi qualora fosse una donna o ancora i testimoni), segnavano il loro placet giuridico attraverso l'uso delle croci le quali, in teoria, erano tante quante fossero i sottoscrittori. I signa manus (o signum manus o signa manuum a seconda della formula usata dal notaio) si trovano rigorosamente nell'escatocollo.

#### I segni speciali di cancelleria nel documento pubblico
Ben più complessa è invece la situazione presente per quanto riguarda la diplomatica pubblica, ovvero quella trattante essenzialmente i documenti prodotti dalla cancelleria papale o da quella imperiale. in quanto i segni cancellereschi sono numerosi e di vario tipo a seconda dell'epoca del documento, e dell'ambiente in cui è redatto il documento.

#### I sigilli

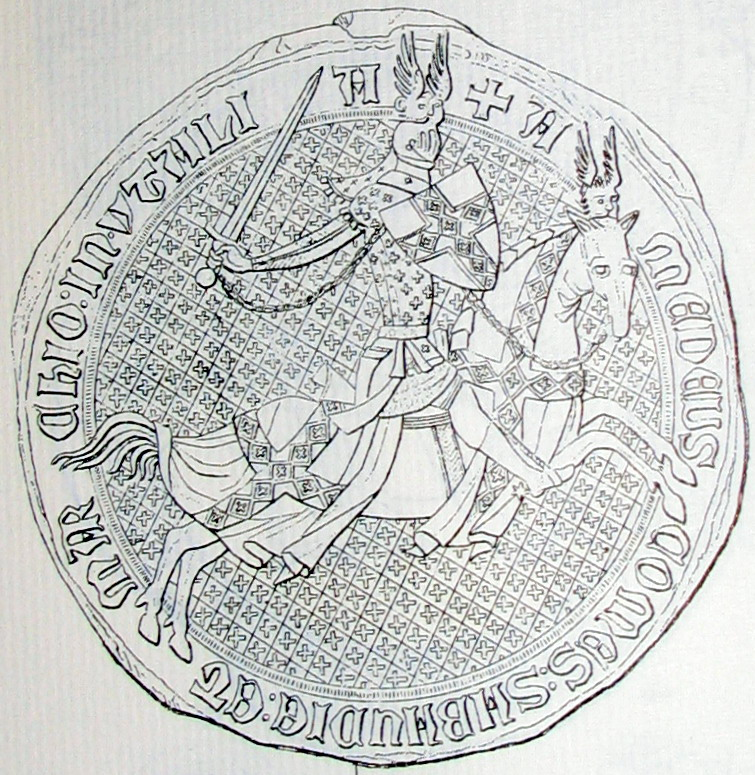
Disegno della matrice del sigillo di Amedeo VI di Savoia (1343-1383), detto il Conte Verde

Elemento comune a questi documenti è il sigillo (dal latino sigillum, diminutivo di signum), elemento che può variare sia per il suo significato sia per il suo significante e che è personalizzato e dotato di ben precise caratteristiche sia iconografiche (a partire dalla forma, che può essere ogivale, ovale, circolare, quadrata, poligonale o scudiforme), sia per quanto riguarda la sua connessione al documento (ovvero se è un sigillo pendente, un sigillo impresso o un sigillo a secco). Il sigillo, studiato dalla scienza chiamata sfragistica, assume varie funzioni in relazione all'aspetto che si intende mettere in risalto:
1. Funzione giuridica: è la prima messa in risalto fin dal Corpus iuris civilis di Giustiniano (534) ed è l'elemento considerato dalle cancellerie pontificie e imperiale/regia per la convalida generale del documento prodotto.
2. Funzione storica: a partire dal XVII secolo, con i saggi De anulis signatoris antiquorum di Giorgio Longo (1615) e con il De re diplomatica di Jean Mabillon (1682), il sigillo è visto nella sua dimensione storica quale elemento identificante di un particolare tipo di documento.
3. Funzione artistica: aspetto messo in risalto soltanto dal XIX secolo, il sigillo è slegato dalla concezione giuridica-probatoria del documento ed è studiata nei suoi aspetti esteriori (oltre alla forma, anche per l'immagine rappresentata, che può variare dall'essere umano a elementi simbolici o allegorici), nella lavorazione del materiale e nella più o meno marcata pregiatura del sigillo stesso. Questo gusto dal sapore collezionistico fu ampiamente adottato dagli storici e anche da molti archivisti (si pensi alla Collezione Osio nell'Archivio di Stato di Milano, dal nome del direttore Luigi Osio) i quali strapparono i sigilli dai documenti creando collezioni a sé stanti.
4. Funzione socio-culturale: è quella più attuale e prevede lo studio del sigillo quale manufatto prodotto da una particolare società e il suo ruolo che ha avuto nel corso del tempo.

Inoltre, per sigillo si possono intendere due tipi di utilizzo lemmatico:
1. Il sigillo inteso come matrice o tipario, ovvero la parte incisa o tagliata di un particolare materiale tramite cui
2. Si imprime quella parte del documento ricoperta di cera calda, argilla o piombo fuso, per chiudere e/o convalidare il documento (impronta positiva o a rilievo)[47].

#### I documenti pontifici

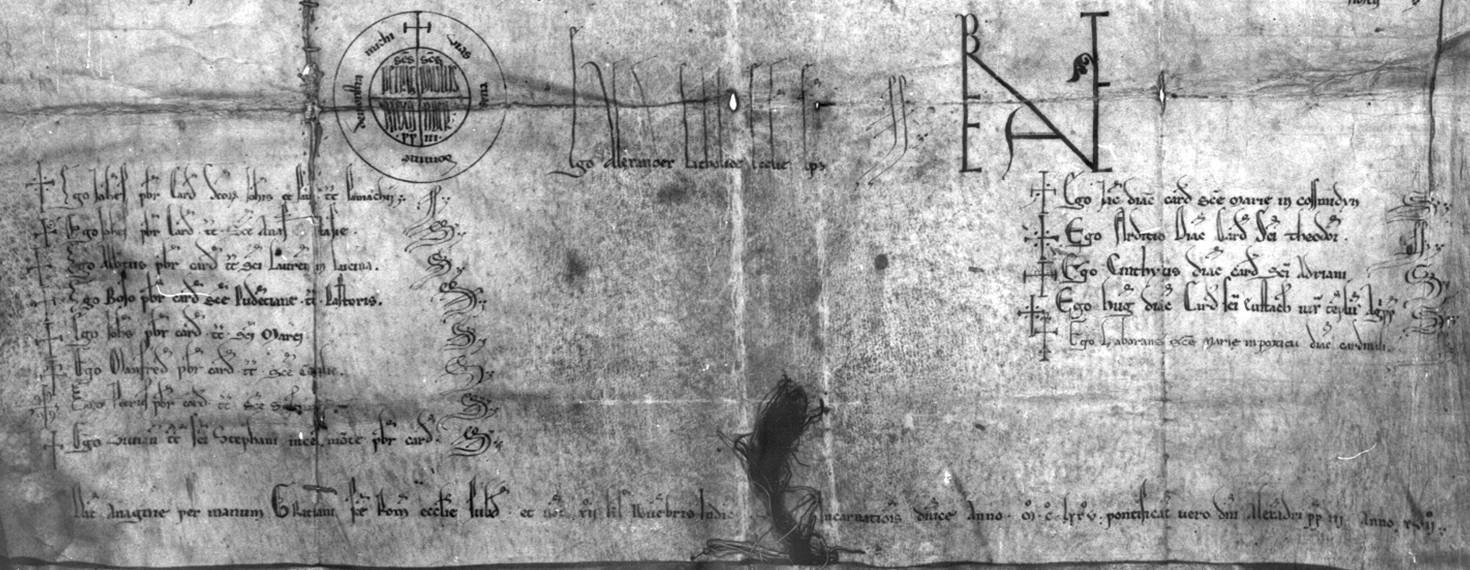
Escatocollo di un privilegio di papa Alessandro III (1159-1181) a favore della Concattedrale del Santissimo Salvatore di Messina, datato 1175. Si notino, da destra verso sinistra, la Rota, la sottoscrizione del pontefice, il Bene Valete e, in basso, le sottoscrizioni dei cardinali (presbiteri a sinistra, vescovi in centro e diaconi a destra).

Per quanto riguarda i documenti pontifici, i segni di cancelleria variano a seconda della tipologia documentaria:
1. Privilegi solenni (fine XI-XIII/XIV secolo). Nei privilegi solenni, il documento presenta come segni cancellereschi: 
  1. la Rota
  2. Il Bene Valete in forma monogrammatica (tipico dall'XI secolo in avanti)
  3. La sottoscrizione dei cardinali, i cui nomi sono preceduti da dei segni di croce
  4. Il Comma: tra Leone IX (1049-1054) e Clemente III (1187-1191) si può trovare il Comma, un segno di interpunzione di modulo maggiore che ricorda vagamente una sorta di punto e virgola
  5. La bulla, ossia il sigillo.
2. Privilegi semplici (XII secolo). Chiamati così perché più semplici nei caratteri estrinseci e intrinseci di quelli solenni, i privilegi semplici presentano soltanto:
  1. La bulla
3. Le Litterae (XIII-XV/XVI secolo), vanno a sostituire totalmente i privilegi dal XIV secolo in avanti e possono essere di vario tipo in base al contenuto che esse vogliono trasmettere.
  1. Litterae cum serico, ossia quelle lettere che presentano un filo di seta che allega la bulla al documento tramite la plica. Il filo di seta e la bulla non sono tipiche soltanto di queste lettere, chiamate anche gratiosae perché impartenti una grazia concessa dal pontefice senza un limite temporale, ma anche in altre litterae quali le litterae solemnes, usate principalmente per lanciare scomuniche o anatemi.
    - Simili alle litterae cum serico sono le litterae concistoriales, estremamente rare e databili a partire dal XV secolo. Queste, oltre alla bulla appesa al filo di seta, presentano anche dei segni cancellereschi ricavati dai privilegi solenni, ossia: 1) la Rota; 2) la sottoscrizione dei cardinali che, in questo caso, hanno un valore giuridico-probatorio.

  2. Litterae cum filo canapis, ossia quelle lettere che presentano, anziché un filo di seta, uno fatto di canapa. Chiamate anche litterae executoriae, tra queste lettere si ricordano anche le litterae ante coronationem, litterae gratiosae dal tono meno solenne (per esempio, lettere inviate ai vescovi di diocesi suffraganee per l'elezione del metropolita, il quale invece riceverà una litterae cum serico).
  3. Discorso a parte meritano le litterae clausae: come suggerisce il nome, queste lettere erano spedite chiuse e, pertanto, prevedano l'utilizzo di un sigillo di cera impresso e non di una bulla come elemento estrinseco di convalida giuridica.
4. I Brevi, tipologia documentaria usata a partire dal 1390 con Bonifacio IX e destinata a diventare il documento principale per l'amministrazione dello Stato Pontificio, sostituendo progressivamente le Litterae. Presentano, come segno di cancelleria, il sigillo impresso all'esterno del documento ottenuto tramite l'anello del pescatore.

#### Sfragistica pontificia: leBullaee l'anulus piscatoris

##### Labulla

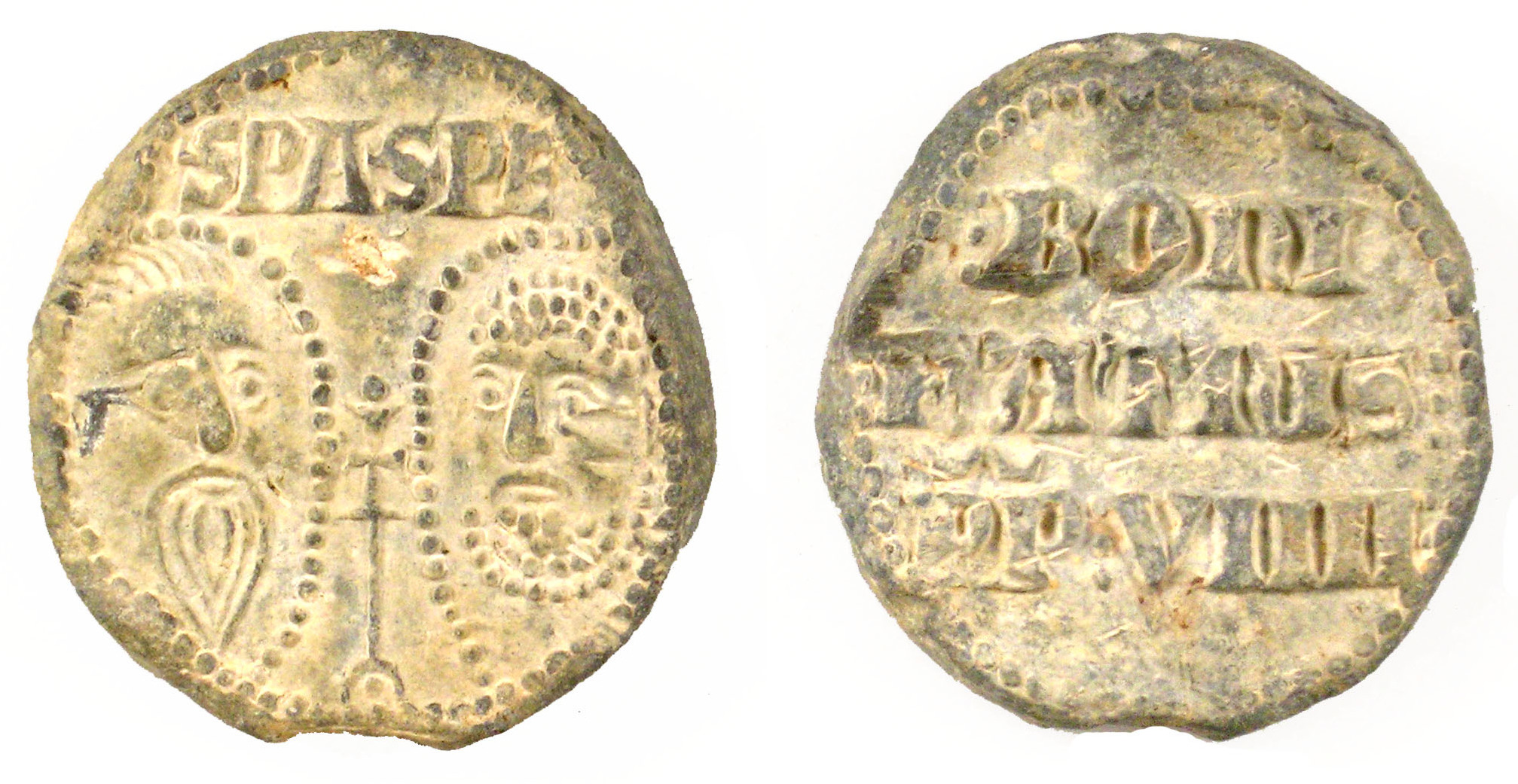
Esempio di bulla papale di Bonifacio IX, ormai staccata dal documento e priva del filo che l'attaccava alla plica. Si notino il verso della bulla con l'effige dei santi Pietro e Paolo; e il recto, ossia il nome del pontefice con l'ordinale.

Col termine bulla (bolla) si indica un sigillo pendente in forma circolare di materia plumbea (raramente in oro), il cui primo esemplare risale al VII secolo, col pontificato di papa Adeodato I (615-618). La bulla presenta un verso e un recto: sul verso è recata, a partire dal papato di Gregorio VII (1072-1085), l’effige dei santi Pietro e Paolo, i quali sono generalmente riconosciuti sia per il nome che si trova sopra, ma anche per la tipologia della barba che li contraddistingue: se san Pietro ha una barba folta, san Paolo presenta una barba appuntita. Sul recto vi è presente il nome del pontefice. Per la realizzazione della bulla in cera sul documento si utilizzano due timpani, uno per il verso e uno per il recto: il timpano per premere il verso con le effigi dei due santi si usa finché non si rompe per l'usura; quello usato per il recto, invece, viene rotto non appena il papa termina il suo magistero, morendo o dimettendosi. Vi sono dei casi in cui la bolla non è più legata al documento in questione, oppure quando non presenta più una delle sue due facce. Nel primo caso, la plica presenta due fori da cui passava il filo e si parla di bulla deperdita; nel secondo caso (tipico delle litterae ante coronationem), in cui non v'è il recto col nome del papa perché ancora non consacrato, si parla di bullae dimidia, blancae, o difectatae.

##### L'anulus piscatoris
È il sigillo impressum che diventa abituale a partire dal XV secolo per la convalida dei brevi. L'anello del pescatore (sub anulo piscatoris) è un sigillo «in cera rossa, ovale» protetto da una piccola treccia di pergamena o da piccole teche di latta. Di dimensioni ridotte (1–2 cm) per ogni asse, l'anello è aderente al documento per mezzo di due tagli praticati nel supporto attraverso i quali, in qualche caso, si faceva passare anche una piccola striscia di pergamena. Dal punto di vista figurativo, l'anulus piscatoris raffigura Pietro sulla barca nell'atto di trarre le reti e presenta una legenda costituita dal nome del papa, seguito dal titolo pontifex maximus e dal numero ordinale.

#### I documenti imperiali e regi
- I documenti regi (o imperiali, se parliamo dei sovrani incoronati sacri romani imperatori da Carlo Magno in avanti), essenzialmente, consistono nei diplomi, tramite i quali il sovrano concedeva benefici a città o enti di natura religiosa o laica (abbazie, monasteri, duchi e via dicendo), oppure delle sanzioni pecuniarie o addirittura dei bandi contro città o principi ribelli. Dal momento che, per l'analisi dei caratteri estrinseci, si possono analizzare i diplomi dei sovrani merovingi e quelli dai carolingi in avanti, si analizzeranno i caratteri estrinseci dei documenti redatti dalle cancellerie delle seguenti dinastie:

##### Diplomi merovingi

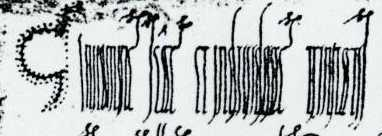
Il primo simbolo a sinistra, prima delle parole dell'invocatio (In nomine s[an]c[t]e et individue Trinitatis), è un chrismon elaborato e "crestato" datato 1053, durante il regno di Enrico III

Pervenutici in 38 originali, i diplomi merovingi prevedevano l'utilizzo dei seguenti segni cancellereschi:
- Il chrismon, ossia il simbolo presente all'inizio dell'escatocollo e nel protocollo prima della sottoscrizione del sovrano. Il chrismon deriverebbe dall’immagine apparsa prodigiosamente a Costantino alla vigilia della battaglia di Ponte Milvio del 312 contro Massenzio. Eusebio di Cesarea, nella sua Vita di Costantino, così descrive l’oggetto apparso in sogno all'imperatore: «una lunga asta con un braccio trasversale sul quale era appeso un tessuto, un drappo di porpora con le lettere di Cristo…». Dal punto di vista dell'elaborazione formale, il chrismon può consistere nell'intreccio delle lettere latine I e C (iniziali per Iesus Christus) o delle due lettere greche Χ (chi) e Ρ (rho), ossia le prime due lettere della parola greca Χριστός; sotto l'aspetto artistico, può presentarsi in numerose forme.
- Il monogramma. Presente soltanto, nel protocollo, nella sottoscrizione del cancelliere, qualora il sovrano fosse analfabeta.
- Il sigillo. Non se ne sono conservati di integri e, dei 38 diplomi originali, sono presenti solo su 18 dei 38 originali pervenutici. Il sigillo era apposto in calce al documento, leggermente spostato verso il lato destro su un’incisione a forma di croce e, pertanto, è classificato come sigillum impressum.

##### Diplomi dai Carolingi in avanti

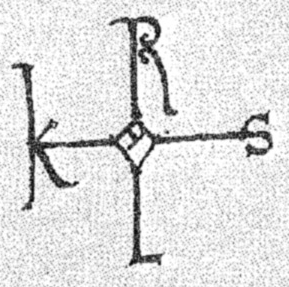
Il monogramma firmato di Carlo Magno, da un diploma del 781

A partire da Pipino il Breve (753-774) e Carlo Magno (774-814), si instaura la dinastia carolingia che rimarrà in vigore fino a Ludovico il Fanciullo nel Regno di Germania (899-911), alla quale succederà prima la dinastia degli Ottoni (911-1024), poi quella Salica (1024-1125) e poi, dopo una breve parentesi con Lotario II di Supplimburgo, la dinastia degli Hohenstaufen (1138-1254). Dopo un'anarchia durata quasi vent'anni, subentreranno in modo alternato varie famiglie (Asburgo, Nassau-Weilburg, Lussemburgo e Wittlesbach) fino alla definita consacrazione degli Asburgo come dinastia imperiale con Alberto V nel 1439. Durante il periodo carolingio e il Basso Medioevo, la cancelleria imperiale si evolse notevolmente, arrivando a considerare, nei documenti più tardi, quale unico elemento di garanzia giuridica il sigillo imperiale. Per quanto riguarda il periodo tra XII e XIII secolo, gli elementi estrinseci dei diplomi imperiali sono essenzialmente:
- Nel protocollo e nell'escatocollo si ha sempre, come primo elemento, il chrismon.
- Nell'escatocollo: 
  - comincia a prevalere sulla subscriptio regis autografa dei diplomi merovingici il segno del monogramma personale. Il monogramma, che nel corso dei secoli andrà sempre più evolvendosi fino a raggiungere forme artistiche, ha come base il segno di croce con lettere in ordine simmetrico e legate assieme tramite linee rette o spezzate che, ricomposte in modo conveniente, danno il nome del re. Come accennato prima, nel corso del Basso Medioevo il monogramma si complica nominando, oltre al nome, anche la dignità e i regni che quel sovrano governa. Il monogramma, realizzato dai funzionari della Cancelleria, può avere anche un elemento autografo del sovrano, quale una riga, un quadratino o qualunque tratto di penna che indica la sottoscrizione del sovrano: in questo caso, si parla di monogramma firmato.
  - Nella sottoscrizione del cancelliere (o recognitio cancelleresca) si può avere, alla conclusione, un particolare disegno, una sorta di edicola a cupola chiamata anche dittico, nel quale inizialmente sono inserite note tachigrafiche e tironiane, per poi invece avere, come nel caso del diploma del 1053 di Enrico III, il nome del cancelliere scritto in alfabeto greco.
  - Firmatio monogrammatis. La firmatio monogrammatis, tipica delle cancellerie regie di Germania e d'Italia dell'XI e del XII secolo, è rappresentata da un particolare nesso delle lettere /m/, /p/ e /r/ (mpr) e dovrebbe costituire una segnatura autografa del sovrano anche se, come nel caso del diploma di Enrico III del 1053, la sottoscrizione autografa è costituita soltanto dalle croci laterali.
  - Infine, si ha il sigillo.

##### Sfragistica regia e imperiale: ilsigillo
Per quanto riguarda il sigillo regio e imperiale, esso generalmente mira a riprodurre in parte le fattezze del sovrano, anche se il Bresslau fa notare questo avvertimento, ossia che l'elemento essenziale erano le insegne:
(Bresslau, 2, pp. 1200-1201)

### Esplicative
1. ↑  Valenti, p. 266:
«...nella legislazione giustinianea, indicava una particolare intestazione apposta d'ufficio sulla carta usata dai tabelliones....»
2. ↑  Con l'espressione papiri ravennati si intende a sottolineare l'origine ravennate della stragrande maggioranza dei pochi papiri documentari italiani superstiti per l'epoca tardo antica. Si tratta di circa 35 pezzi, databili tra i secoli VI e VII, distribuiti geograficamente in luoghi di conservazione diversi, primo fra tutti la Biblioteca Apostolica Vaticana.
3. ↑  Per sigillo pendente si indica un sigillo attaccato al documento tramite un cordoncino che viene fatto passare attraverso la plica; per sigillo impresso si indica un sigillo la cui impronta viene resa attraverso l'impressione della matrice su un materiale liquido, generalmente la cera calda; per sigillo a secco, invece, si indica un sigillo la cui matrice viene improntata sul documento direttamente senza il supporto di un materiale liquido. Cfr. Bascapé, 1, p. 55.

### Bibliografiche
1. ↑  Paoli, diplomatica, p. 8.
2. ↑  Pratesi, p. 73.
3. ↑  Pratesi, p. 64.
4. ↑  Manaresi, Diplomatica:
«Quanto alla lingua i documenti sono scritti generalmente in latino fin quasi all'età moderna.»
5. ↑  Marazzini, pp. 142-143; Pratesi, pp. 89-90
6. ↑  Si pensi ai termini longobardi entrati nella toponomastica delle regioni della Longobardia Maior, quali "Lombardia" o "fera", unità territoriale militare che darà il nome a varie località, quali Fera d'Adda. Cfr. Marazzini, pp. 150-151
7. ↑  Pratesi, pp. 90-92.
8. ↑  Marazzini, p. 168: 
«Vi fu dunque un lungo lasso di tempo in cui la lingua volare, formatasi dalla trasformazione del latino volgare, esistette nell'uso, sulla bocca dei parlanti, ma ancora non venne utilizzata per scrivere [...] Ad un certo punto, però, l'esistenza del volgare cominciò a farsi sentire, almeno in maniera indiretta. La si avverte nel latino medievale, che lascia trapelare in modo a volte evidentissimo i volgarismi...»
9. ↑  Paoli, diplomatica, pp. 44-45.
10. ↑  Frenz, pp. 45-46.
11. ↑  di Renzo Gigliola, pp. 19-20.
12. ↑  Carpegna Falconieri.
13. ↑  Paoli, diplomatica, pp. 54-55.
14. ↑  Pratesi, p. 74.
15. ↑  Bresslau, 1, p. 48, n. 4.
16. ↑  protocollo.
17. ↑   Lettera ai Colossesi 3:17, su La Parola - La Sacra Bibbia in italiano in Internet.
18. ↑  Paoli, p. 111.
19. ↑  Paoli, p. 123 ricorda come, benché fosse esclusiva dei privilegi solenni e poi dei brevi papali dal XV secolo in avanti, anche gli imperatori utilizzarono la perpetuatio dal XII secolo, con lo stesso scopo di conferire eternità al beneficio da loro concesso.
20. ↑  Pratesi, p. 79.
21. ↑  Bresslau, 1, p. 50, n. 8.
22. ↑  Paoli, p. 86.
23. ↑  Valenti, p. 265.
24. ↑  Paoli, p. 88:
«Vuolsi infine notare che l'esordio non ha da confondersi con la motivazione speciale del documento [lanarratio, n.d.r.]. L'esordio è un ornamento preliminare, che ha un valore puramente morale, puramente letterario; e si adatta a tutti i documenti d'una stessa specie o di caratteri consimili...»
25. ↑  Paoli, p. 89 e Pratesi, pp. 80-81
26. 1 2  Paoli, p. 90.
27. ↑  Pratesi, p. 82.
28. ↑  Valenti, p. 268.
29. ↑  Pratesi, pp. 83-84 e Valenti, p. 268
30. ↑  Costamagna, p. 84.
31. ↑  Costamagna, p. 48.
32. ↑  Valenti, p. 268; Pratesi, p. 84
33. ↑  Costamagna, p. 45.
34. ↑  escatocollo.
35. ↑  Manaresi, Diplomatica.
36. ↑  Plinio il Vecchio, Naturalis Historiae, Libro XIII, cap. XI, pp. 83-84.
37. ↑  Petrucci, p. 29.
38. ↑  Manaresi, Diplomatica: «Infine la carta comincia a usarsi nel sec. XII [...] si diffonde specialmente a cominciare dal sec. XIV».
39. ↑  Paoli, materie scrittorie e librarie, p. 44, n. 5: «Mitte illam in calcem, et iaceat ibi per tres dies. Et tende illam in cantiro. Et rade illam cum nobacula de ambas partes, et laxas dessicare. Deinde quodquod volueris scapilatura facere, fac; et postea tingue cum coloribus»
40. ↑  Pàstena, p. 58.
41. 1 2 3 4  Petrucci, p. 32.
42. ↑  Pratesi, p. 68.
43. ↑  Valenti, p. 256:
«Nei documenti privati si riducono generalmente al signum tabellionis, simbolo caratteristico del singolo notaio, ripetentesi di norma al principio del documento e a capo della sottoscrizione notarile, benché derivato dall'antico motivo propiziatore della croce, con cui si solevano iniziare le chartae più antiche.»
44. ↑  «E qualunque cosa facciate, in parole e in opere, tutto avvenga nel nome del Signore Gesù, rendendo grazie per mezzo di lui a Dio Padre».
45. ↑  di Gigliola Rienzo, p. 23.
46. ↑  Sigillo.
47. ↑  Bascapé, 1, p. 53.
48. 1 2  Bascapé, 2, p. 17.
49. ↑  Frenz, pp. 48-50.
50. ↑  Bascapé, 1, p. 60.
51. ↑  Bascapé, 1, p. 55; p. 57.
52. ↑  Bascapé, 1, p. 57.
53. ↑  Frenz, pp. 50-51.

### Antica
- Plinio il Vecchio, Naturalis Historia, in (LA, IT) Plinio il Vecchio, Della storia naturale di C. Plinio Secondo. Libri 37, a cura di a cura di M. Lodovico Domenichi, vol. 1, Venezia, Tipografia di Giuseppe Antonelli, 1844, SBN TES0001272. URL consultato il 28 marzo 2019.

### Moderna
- Gian Giacomo Bascapé, Sigillografia. Il sigillo nella diplomatica, nel diritto, nella storia, nell'arte, vol. 1, Milano, Giuffré, 1969-1978, SBN CFI0015860.
- Gian Giacomo Bascapé, Sigillografia. Il sigillo nella diplomatica, nel diritto, nella storia, nell'arte, vol. 2, Milano, Giuffré, 1969-1978, SBN CFI0015860.
- Harry Bresslau, Manuale di diplomatica per la Germania e per l'Italia, a cura di a cura di Annamaria Voci-Roth, vol. 1, Roma, Ministero per i Beni Culturali e Ambientali-Ufficio Centrale per i Beni Archivistici, 1998, ISBN 88-7125-140-7.
- Harry Bresslau, Manuale di diplomatica per la Germania e per l'Italia, a cura di a cura di Annamaria Voci-Roth, vol. 2, Roma, Ministero per i Beni Culturali e Ambientali-Ufficio Centrale per i Beni Archivistici, 1998, ISBN 88-7125-140-7.
- Tommaso di Carpegna Falconieri, Gregorio VIII, collana Enciclopedia dei Papi, vol. 2, Roma, Istituto della Enciclopedia Italiana, 2000, SBN USS0002454. URL consultato il 7 aprile 2019.
- Giorgio Costamagna, Corso di scritture notarili medievali genovesi, a cura di Davide Debernardi, collana Notariorum itinera. Varia, 1, Genova, Società ligure di storia patria, 2017, ISBN 9788897099468. URL consultato il 21 marzo 2019.
- Thomas Frenz, I documenti pontifici nel Medioevo e nell’Età Moderna, a cura di Sergio Pagano, 2ª ed., Città del Vaticano, Scuola Vaticana di Paleografia Diplomatica e Archivistica, 1998, SBN UBO1102420.
- Anna Lanfranchi, La “firma” del notaio. Ricognizione sui segni di tabellionato del bormiese. (PDF), in Bollettino Storico Alta Valtellina, n. 15, Bormio, Centro Studi Storici Alta Valtellina, 2012,  pp. 43-60. URL consultato il 21 marzo 2019.
- Cesare Manaresi, Diplomatica, in Enciclopedia Italiana, Roma, Istituto dell'Enciclopedia Italiana, 1931. URL consultato il 21 marzo 2019.
- Claudio Marazzini, La lingua italiana: profilo storico, 3ª ed., Bologna, Il Mulino, 2002, ISBN 978-88-15-08675-4.
- Cesare Paoli, Materie scrittorie e librarie, in Programma scolastico di paleografia latina e di diplomatica, vol. 2, Firenze, Sansoni, 1894, SBN RMR0001904. URL consultato il 21 marzo 2019.
- Cesare Paoli, Diplomatica, in Programma scolastico di paleografia latina e di diplomatica, vol. 3, Firenze, Sansoni, 1898, SBN RMR0001905. URL consultato il 21 marzo 2019.
- Carlo Pàstena, Breve storia dei materiali scrittori dalle origini al XV secolo, 2ª ed., Palermo, Assessorato dei beni culturali e ambientali e della pubblica istruzione, 2001, SBN TPS0009375.
- (IT, LA) Armando Petrucci, Breve storia della scrittura latina, Roma, Bagatto Libri, 1989, SBN MIL0021555.
- Alessandro Pratesi, Genesi e forme del documento medievale,, 3ª ed., Roma, Jouvence, 1999, ISBN 88-7801-260-2.
- Maria Gigliola di Renzo Villata, Per una storia del notariato nell’Italia centro-settentrionale, in Handbuch zur Geschichte des Notariats der europäischen Traditionen, Baden Baden, Mathias Schmoeckel e Werner Schubert, 2009,  pp. 15-64, DOI:10.5771/9783845218625-15.
- Filippo Valenti, Il documento medievale, in Daniela Grana (a cura di), Scritti e lezioni di archivistica, diplomatica e storia istituzionale, Roma, Ministero per i beni e le attività culturali - Ufficio centrale per i beni archivistici, 2000,  pp. 225-328, SBN MIL0467627.